# Велики муфтија Јерусалима
Велики муфтија Јерусалима је сунитски муслимански улема задужен за исламска света мјеста у Јерусалиму, укључујући џамију Ел Акса. Дужност је основала британска војна власт 1918, на челу са Роналдом Сторзом. Од 2006. велики муфтија Јерусалима је Мухамад Хусејн.